# Atradius
Atradius cung cấp dịch vụ bảo hiểm tín dụng thương mại, bảo lãnh và thu nợ trên khắp thế giới thông qua sự hiện diện ở hơn 50 quốc gia trên toàn cầu. Atradius là chi nhánh bảo hiểm tín dụng của Grupo Catalana Occidente (GCO.MC). Sản phẩm bảo hiểm tín dụng, trái phiếu và thu nợ giúp bảo vệ các công ty trên khắp thế giới trước những rủi ro thanh toán liên quan đến việc bán sản phẩm và dịch vụ trả sau. Năm 2024, công ty có doanh thu là 2,5 tỷ Euro. Công ty được AM Best xếp hạng "A (xuất sắc) về triển vọng ổn định" . và Moody's xếp hạng "A1 về triển vọng ổn định".

## Lịch sử
Cội nguồn của Atradius được tìm thấy vào năm 2001 khi công ty bảo hiểm Đức Gerling-Konzern Speziale Kreditversicherung (Gerling Credit) mua lại công ty bảo hiểm Hà Lan Nederlandsche Credietverzekering Maatschappij (NCM). Khi đó, công ty lấy tên thương hiệu là GERLING NCM.
Gerling Credit được thành lập vào năm 1954 với tư cách là chi nhánh bảo hiểm tín dụng của tập đoàn bảo hiểm Gerling-Konzern của Cologne. Năm 1962, công ty mở văn phòng chi nhánh quốc tế đầu tiên ở Thụy Sĩ và là công ty bảo hiểm tín dụng tư nhân đầu tiên cung cấp dịch vụ bảo hiểm tín dụng xuất khẩu.
NCM được thành lập vào năm 1925 với mục tiêu cải thiện hoạt động thương mại cho các công ty tại Hà Lan. Từ năm 1932 trở đi, công ty cũng trở thành chi nhánh của chính phủ Hà Lan nhằm cung cấp các dịch vụ tín dụng xuất khẩu cho các công ty Hà Lan.  Atradius vẫn thực hiện chức năng này thông qua công ty liên kết của mình là Atradius Dutch State Business.
Cả Gerling Credit và NCM đều đã thực hiện các thương vụ mua lại riêng trước khi sáp nhập, chẳng hạn như NCM mua lại chi nhánh ngắn hạn của Cục Bảo đảm Tín dụng Xuất khẩu (ECGD) của chính phủ Anh vào năm 1991, còn Gerling Credit mua lại các công ty bảo hiểm tư nhân như Namur Assurances du Crédit S.A. của Bỉ vào năm 1994. Cả hai đều có lịch sử của riêng mình kể từ khi ra đời ngành bảo hiểm tín dụng thương mại vào khoảng năm 1919.
Tập đoàn quốc tế hiện giờ được đổi tên thành Atradius vào năm 2004. Năm 2008, tập đoàn sáp nhập với công ty bảo hiểm tín dụng Tây Ban Nha Crédito y Caución, (thành lập vào năm 1929) và từ đó đã có thêm chỗ đứng trong thế giới nói tiếng Tây Ban Nha.
Atradius là một tập đoàn trực thuộc Grupo Catalana Occidente (GCO.MC), một trong những công ty bảo hiểm hàng đầu ở Tây Ban Nha và trên toàn thế giới về bảo hiểm tín dụng.
Tập đoàn Atradius hiện nay là sự hợp nhất giữa các công ty bảo hiểm tín dụng thương mại quốc tế và các tổ chức liên kết ở khắp nơi trên thế giới.
Mặc dù hiện giờ thuộc sở hữu của Tây Ban Nha, công ty mẹ Atradius N.V. và trụ sở chính vẫn đặt tại Amsterdam, Hà Lan.

## Sản phẩm
Sản phẩm và dịch vụ của Atradius giúp các doanh nghiệp kiểm soát rủi ro mất khả năng thanh toán – rủi ro trong đó người mua không thanh toán cho những sản phẩm hoặc dịch vụ mà họ mua theo các điều khoản tín dụng thương mại.
Các sản phẩm này bao gồm:
- Bảo hiểm tín dụng thương mại;
- Bảo lãnh;
- Bảo vệ tín dụng trả góp;
- Tái bảo hiểm
- Thu nợ

## Cổ đông
Grupo Compañía Española de Crédito y Caución, S.L. (Grupo CyC) là công ty mẹ do Grupo Catalana Occidente nắm giữ 73,84% cổ phần. Groupo CyC nắm giữ 64,23% cổ phần của Atradius N.V.
 Grupo Catalana Occidente S.A. (GCO)  trực tiếp hoặc gián tiếp, là công ty mẹ của nhiều công ty bảo hiểm và được niêm yết trên thị trường chứng khoán Barcelona và Madrid.
GCO nắm giữ 83,20% cổ phần kinh tế của Atradius NV, trong đó 35,77% sở hữu trực tiếp và 47,43% sở hữu gián tiếp thông qua công ty mẹ Grupo CyC.

## Ban quản trị
Atradius N.V. là một công ty trách nhiệm hữu hạn được tổ chức theo luật pháp Hà Lan gồm có Hội đồng quản trị và Ban kiểm soát.
Hội đồng quản trị bao gồm:
- David Capdevila, Tổng giám đốc điều hành. Ông chịu trách nhiệm về Chiến lược và phát triển doanh nghiệp, Nhân sự và cơ sở vật chất, Pháp lý và tuân thủ, Kiểm toán nội bộ, cũng như các hoạt động bảo hiểm tín dụng ở Tây Ban Nha, Bồ Đào Nha và Brazil.
- Christian van Lint, Giám đốc quản lý rủi ro. Ông chịu trách nhiệm về Quản lý rủi ro, Thẩm định người mua, Dịch vụ quản lý rủi ro và Tái bảo hiểm ở nước ngoài.
- Andreas Tesch, Giám đốc thị trường. Ông chịu trách nhiệm về Bảo hiểm tín dụng Atradius trên toàn thế giới (ngoại trừ Tây Ban Nha, Bồ Đào Nha và Brazil), cũng như các đơn vị Doanh nghiệp nhà nước Hà Lan, Toàn cầu, Sản phẩm đặc biệt, Quảng cáo và truyền thông của tập đoàn.
- Claus Gramlich-Eicher, Giám đốc tài chính. Ông chịu trách nhiệm về Tài chính, Kiểm soát tài chính và Tài chính doanh nghiệp.
- Marc Henstridge, Giám đốc điều hành bảo hiểm. Ông chịu trách nhiệm về các đơn vị Trái phiếu, Thu nợ, PPU, Tái bảo hiểm Atradius, Dịch vụ CNTT và Bảo vệ tín dụng trả góp.

Ban kiểm soát gồm có 9 thành viên, chịu trách nhiệm giám sát và định hướng cho những công việc chung của Atradius cũng như chính sách của Hội đồng quản trị.
Ban kiểm sát bao gồm:
- Xavier Freixes (Chủ tịch)
- Hugo Serra
- Désirée van Gorp
- John Hourican
- Carlos Halpern
- José María Sunyer
- Juan Ignacio Guerrero
- Joaquín Guallar
- Isabel Gómez

## Thông tin tham khảo
1. ↑  "Grupo Catalana Acquires 7% Stake in Atradius from Swiss Re". Insurance Journal (bằng tiếng Anh). ngày 20 tháng 9 năm 2005. Truy cập ngày 13 tháng 1 năm 2017.
2. ↑  "Annual Report 2024 Atradius N.V." Truy cập ngày 30 tháng 7 năm 2025.
3. ↑  "AM Best Press Release 17/07/2025" (PDF). Lưu trữ (PDF) bản gốc ngày 19 tháng 4 năm 2021.
4. ↑  "Moody's Rating Action, 25 May 2025" (PDF). Lưu trữ (PDF) bản gốc ngày 11 tháng 4 năm 2021.
5. 1 2 3  "History of Gerling-Konzern Versicherungs-Beteiligungs-Aktiengesellschaft – FundingUniverse". www.fundinguniverse.com. Truy cập ngày 9 tháng 1 năm 2017.
6. ↑  Staten-Generaal, Tweede Kamer der. "Deelnemingenbeleid Rijksoverheid; Brief minister over verwerving aandelen Atradius DSB". zoek.officielebekendmakingen.nl (bằng tiếng Hà Lan). Truy cập ngày 16 tháng 1 năm 2017.
7. ↑  Development, United Nations Conference on Trade and (ngày 1 tháng 1 năm 2005). Information Economy Report 2005 (bằng tiếng Anh). United Nations Publications. ISBN 9789211126792.[liên kết hỏng]
8. ↑  "Atradius and Crédito y Caución Merger Confirmed". Bản gốc lưu trữ ngày 11 tháng 8 năm 2017. Truy cập ngày 9 tháng 1 năm 2017.
9. ↑  Editorial, Reuters. "Quote| Reuters.com". Reuters (bằng tiếng Anh). Truy cập ngày 10 tháng 8 năm 2017. {{Chú thích web}}: |first= có tên chung (trợ giúp)
10. ↑  "Organisation structure of business operations| Atradius". group.atradius.com. Truy cập ngày 9 tháng 1 năm 2017.
11. ↑  "Atradius N.V.: Private Company Information - Bloomberg". www.bloomberg.com. Truy cập ngày 10 tháng 8 năm 2017.
12. ↑  http://www.borsabcn.es/ing/aspx/Empresas/FichaValor.aspx?ISIN=ES0116920333&ClvEmis=16920
13. ↑  "Bolsa de Madrid - Data of GRUPO CATALANA OCCIDENTE, S.A." www.bolsamadrid.es. Truy cập ngày 9 tháng 8 năm 2017.
14. ↑  "2023 Annual Report Atradius N.V." Lưu trữ (PDF) bản gốc ngày 29 tháng 4 năm 2021.
15. 1 2  "Atradius Management and Supervisory Board". Truy cập ngày 2 tháng 11 năm 2020.

## Thông tin bên ngoài
- Atradius
- Atradius Vietnam